# Gospa Žalosna
Gospa Žalosna (lat. Mater Dolorosa), Blažena Djevica Marija Žalosna ili Marija od sedam žalosti kršćanska je marijanska svetkovina koja se slavi 15. rujna, tjedan dana nakon svetkovine rođenja Marijina (Male Gospe) i dan nakon Uzvišenja sv. Križa, u spomen na Sedam žalosti Blažene Djevice Marije. Državni je praznik u Slovačkoj i Dan grada u Granadi. Pobožnosti Marijinih žalosti posvećen je mjesec rujan.

## Liturgija
Crkveno se bogoslužje u svetkovini Gospe Žalosne nadovezuje na Marijino rođenje i na otajstvo Križa, s kojima je svetkovina u uskoj svezi. Marijino Bezgrješno začeće i rođenje preduvjeti su za ostvarenje Marijine suotkupiteljske uloge u povijesti spasenja odn. ostvarenju Kristova poslanstva. Mariji, kao Bogorodici, već na prikazanju Isusovu u Jeruzalemskome hramu (simbolika Krista kao Novoga Hrama, Novoga Saveza) starac Šimun daje predskazanje trpljenja koje ju očekuje u supatnji s njezinim Sinom u slici »mača boli« koji će joj »probosti dušu da bi se razotkrile namisli mnogih srdaca« (Lk 2, 33), radi ispunjenja Riječi Staroga zavjeta i proročkih navještaja. Osobit je naglasak na Marijinu ulogu i sudioništvo u Isusovoj muci i smrti, na Križnomu putu, u kojemu Marija supati sa svojim Sinom, imajući najveće udioništvo u Kristovoj muci od svih ljudi. Zato ona i jest zagovornica i odvjetnica čovjeka. U uzvišenju sv. Križa, Kristovu uskrsnuću i Uzašašću nagovještaj je Marijina Uznesenja na nebo dušom i tijelom.
U sve dijelove svete mise uključena su razmatranja Marijinih žalosti, od uvodne zborne molitve do blagoslova. 
| „                | Bože, Ti si htio da uz Tvoga Sina, na križ podignuta, stoji Majka supatnica: da Crkvi svojoj zajedno s njome bude sudionica Kristovih muka te zavrijedi biti i dionica Njegova uskrsnuća. | ” |
| — zborna molitva | |   |

Nakon psalma (svagdanom) ili drugoga čitanja (nedjeljom) pjeva se ili čita posljednica, najčešće himan Stala plačuć' tužna mati. Pjeva se i Gospin plač. Nakon svete pričesti svečano se pjeva ili moli Veliča (Magnificat), himan prožet mariološkim motivima. Marijin zagovor ističe se i u Molitvama vjernika te u blagoslovnoj molitvi. U marijanskim župama posvećenima Žalosnoj Gospi moguće je udjeljivanje potpunoga oprosta. Na trodnevnicama i uoči same svetkovine mole se Lauretanske litanije. Liturgijska glazba, također, prednost daje marijanskim popijevkama, himnima i koralima. 
| „                             | Šimun reče Mariji: 'Ovaj je evo podignut na propast i uzdignuće mnogima u Izraelu i za znak osporavan, a i tebi će samoj mač boli probosti dušu da se razotkriju namisli mnogih srdaca.' | ” |
| — LK 2, 34-35 (ulazna pjesma) | |   |

Do 1960. rimska liturgija slavila je dvije svetkovine BDM Žalosne, prvu petkom pred Cvjetnicu, a drugu 15. rujna. Korizmena svetkovina starija je od današnje, i začetak joj je 1423. u Kölnu, u svetkovini Compassio Mariae, u znak naknade za obeščašćenja što su Husiti činili Marijinim slikama. Papa Siksto IV. odobrava misu u njezinu čast te svetkovinu upisuje u Rimski martirologij. Kako je svetkovina mijenjala nadnevke (spomendane), Benedikt XIII. 1727. određuje njezino slavlje na petak pred Nedjelju Muke Gospodnje. Liturgijskim odredbama Drugoga vatikanskoga sabora korizmena svetkovina svedena je spomen, a novijom obnovom Rimskoga kalendara i dokinuta.

## Teologija
Drugi vatikanski sabor u konstituciji Lumen gentium (§58) o Marijinom dostojanstvu pod drvom križa kazuje: „S materinskim se srcem pridružila Kristovoj žrtvi, pristajući s ljubavlju na žrtvovanje Žrtve koju je sama rodila.” Pavao V., nadalje, ističe kako „ju je [Marija] sama prinosila vječnome Ocu” (Mystici Corporis, §20). Marija je uvijek bila sjedinjena sa svojim Sinom: „To sjedinjenje Majke s njezinim Sinom u djelu otkupljenja dosiže svoj vrhunac na Kalvariji, gdje Krist 'sama sebe besprijekorno prinese Bogu' (Hebr 9,14).” (Mystici corporis, §20; Lumen Gentium, §57). Slavljenjem marijanskih blagdana slavi se ta združenost Majke i Sina, Marije i Isusa. Prema Pavlu VI., „Blagdan Blažene Djevice Marije Žalosne izvrsna je prigoda da oživimo u sjećanju odlučan trenutak povijesti spasenja, te da počastimo Majku koja stoji uz križ svoga Sina, 'suosjećajući s Njegovim mukama'.” (Mystici corporis, §7).

## Povijest
Pobožnost štovanja i promšiljanja Marijinih žalosti potječe još iz srednjega vijeka, kao dio štovanja Isusove muke. O Marijinim žalostima počeli su u XIII. st. pobožno razmišljati redovnici serviti, na čiji su poticaj i primjer nastajale mnoge bratovštine Gospinih žalosti.  Servitima je 1667. Sveta Stolica posebno dopustila svetkovinu u čast Gospe od sedam žalosti treće rujanske nedjelje. Taj blagdan 1735. preuzima čitavo španjolsko kraljevstvo, a papa Pio VII. proširio ga je 1814. na cijelu Crkvu. Papa Pio X. odredio je šlavljenje svetkovine na 15. rujna. Odredbom pape Lava XIII. dan prije i poslije te na sam dan blagdana moguće je u prošteništima dobiti potpuni oprost.

## Štovanje
Gospa Žalosna zaštitnica je nositeljica imena Dolores, Dolorita, Lola i Pia. Zaštitnica je Slovačke, u kojoj je 15. rujna državni blagdan, Poljske, američke savezne države Mississippi, talijanske pokrajine Molise, redovničke kongregacije Svetoga Križa, servita, Sestara Gospe Žalosne, Granade, u kojoj je blagdan Gospe Žalosne ujedno i Dan grada, Mole kod Baria, otoka Lanzarote na Kanarima, grada i pokrajine Cavite (Gospa portavagaška) te mjesta Rondo na Cebuu na Filipinima. Sužatitnica je Hrvaca.
U znak zahvale za zaštitu od kuge, u Mrkoplju je 1854. podignuta klasicistička župna crkva posvećena Gospi Žalosnoj, te je s vremenom postala hodočastilište Kvarnerana i Gorana. Župa i župna crkva posvećena Gospi Žalosnoj nalazi se u zagrebačkom Španskom. Župna crkva BDM od Sedam Žalosti nalazi se u župi Veliko Trgovišće. Na brdu Bobalj, u Bagaloviću, smještena je zavjetna kapela Gospe Žalosne.
Posvećene su joj bazilike u Chicagu, Šaštín-Stráži (Slovačka) i Montrealu te crkve u Lankwitzu kod Berlina, Póvoa de Varzimu (Portugal), Montevideu, Fairaxu u Virginiji, Santa Barbari u Kaliforniji, Coloaneu (Macao), Sv. Andriji, Doloresu i Pakilu na Filipinima, Rabštejnu nad Střelou (Češka), indijskoj Goi te svetište Gospe Žalosne u Starkenburgu u Missouriu.

## U umjetnosti
U srednjovjekovnoj europskoj umjetnosti javljaju se prikazi Marijina Pietà i stajanja uz Kristov Križ. U tim se prikazima ponekad Mariji davao preveliki osjećajni i ljudski izraz, bliži pučkoj pobožnosti negoli liturgijskom izrazu: premda je Marija plakala i tugovala nad Sinovom smrću, nije očajavala, jer je bila svjesna vrijednosti Kristove žrtve, Žrtve pomirnice za otkupljenje čovjeka. Nadalje, bila je svjesna svoje uloge u Kristovoj žrtvi. Unatoč patnji i boli, pod križem stoji dostojanstveno (Iv 19, 25).
- Mater dolorosa, Tizian, 1554.
- Gospa Žalosna, Pieter Pourbus, 1556.
- Gospa u žalosti, Juan de Juni, 1571.
- Mater dolorosa, El Greco, oko 1590.
- Dolorosa, Bartolomé Esteban Murillo, 1665.
- Gospa u žalosti, Giovanni Battista Salvi da Sassoferrato, XVII. st.
- Gospa od Porta Vaga (Nuestra Señora de la Soledad de Porta Vaga), Filipini
- Gospa Žalosna, El Viso del Alcor, Sevilla, Španjolska
- Žalosna Majka Warfhuizena, Warfhuizen, Nizozemska
- Nuestra Señora de Dolores, Katedrala u Chihuahui, Meksiko
- Gospa od Turumbe (Nuestra Señora de los Dolores de Turumba),  Pakil, Filipini
- Freska Marije od sedam žalosti u bazilici sv. Stjepana u Rimu
- Mater Dolorosa, Dieric Bouts, 1470. – 1475. (dio diptiha)